# 日本麻雀連盟
日本麻雀連盟（にほんまーじゃんれんめい）は、日本で最も長い歴史をもつアマチュアの競技麻雀団体である。1929年設立。初代総裁は作家の菊池寛。日本各地に支部があり、段位などの発行、競技会の開催などを行っている。
ドラ、立直、場ゾロ（デンデン）、一飜縛りなどのない昭和初期のルールのアルシーアル麻雀を現在も引き継いでいる（若干のルールの手直しは行われている）。2016年には平成版新報知ルールをベースに、ねんりんピックルールを参考にしたリーチ麻雀を第2のルールとして公認している。

## 沿革
- 1929年　空閑緑(本名:空閑知鵞治)によって設立
- 1932年　実業麻雀連盟、本郷麻雀会、昭和麻雀会、日本雀院などと合併し、大日本麻雀連盟に改称
- 1947年　日本麻雀連盟が再建される

## 歴代総裁
- 初代　菊池寛
- 2代　久米正雄
- 3代　鈴木吉之助
- 4代　濱尾四郎
- 5代　滝脇宏光
- 6代　久米正雄
- 7代　佐佐木茂索
- 8代　寺木定芳
- 9代　澤村三木男
- 10代　稲山嘉寛
- 11代　斎藤英四郎
- 12代　石川六郎
- 13代  寺田貢